# Jan (Snyczow)
Jan, imię świeckie Iwan Matwiejewicz Snyczow (ur. 9 października 1927 w Nowej Majaczce, zm. 2 listopada 1995 w Petersburgu) – metropolita Rosyjskiego Kościoła Prawosławnego.

## Życiorys
Urodził się w rodzinie chłopskiej. W 1942 rozpoczął naukę w technikum przemysłu w Orsku, jednak po dwóch latach został zmobilizowany i walczył przez rok na froncie II wojny światowej w szeregach Armii Czerwonej. Od dzieciństwa był głęboko wierzący. W 1946 złożył śluby w riasę. 9 czerwca tego samego roku arcybiskup czkałowski Manuel (Lemieszewski) wyświęcił go na diakona i skierował do pracy w soborze św. Mikołaja w Czkałowie. 14 stycznia 1948 Iwan Snyczow przyjął święcenia kapłańskie. W latach 1949–1951 uzupełniał wykształcenie teologiczne w seminarium duchownym w Saratowie (przyjęty od razu do drugiej klasy), zaś w 1955 ukończył wyższe studia w tym kierunku na Leningradzkiej Akademii Teologicznej. 8 października 1956 złożył wieczyste śluby zakonne i został skierowany do Mińska w charakterze wykładowcy miejscowego seminarium duchownego. W roku następnym został przeniesiony do Czeboksar, do pracy jako osobisty sekretarz ordynariusza eparchii czeboksarskiej.
Od września 1960 służył w soborze Opieki Matki Bożej w Kujbyszewie. W 1961 został ihumenem, zaś w 1964 – archimandrytą.
12 grudnia 1965 miała miejsce jego chirotonia na biskupa syzrańskiego, wikariusza eparchii kujbyszewskiej i uljanowskiej, w której jako konsekratorzy wzięli udział metropolici kruticki i kołomieński Pimen, kujbyszewski i uljanowski Manuel, arcybiskupi talliński i estoński Aleksy, suroski Antoni oraz biskupi kałuski i borowski Donat, dmitrowski Filaret, wołokołamski Pitirim oraz tegelski Jonatan. 3 lutego 1966 biskup Jan uzyskał tytuł naukowy magistra nauk teologicznych. Od 20 marca 1969 był ordynariuszem eparchii kujbyszewskiej i syzrańskiej. 9 września 1976 został podniesiony do godności arcybiskupiej.
20 czerwca 1990 mianowany metropolitą leningradzkim i ładoskim. Zmarł w 1995 w tym samym mieście, na bankiecie wydanym przez bank Sankt-Petersburg.

## Poglądy
Po objęciu katedry petersburskiej metropolita Jan (Snyczow) rozpoczął publikację cyklu prac, w których twierdził, iż Rosjanie są narodem przeznaczonym do obrony prawosławia, świadczenia o Chrystusie w świecie i cierpienia dla zbawienia wszystkich ludzi („naród-bogonośca”). Zdaniem metropolity historia Rosji jest kontynuacją Nowego Testamentu. Twierdził on, iż naturę narodu rosyjskiego tworzą trzy cechy: „dzierżawność” (dążenie do budowy silnego państwa, rządzonego przez carów), „religijność” (przywiązanie do prawosławia) oraz „kolektywizm” (nacjonalizm połączony z przyjaznym, ojcowskim stosunkiem do innych narodów). Duchowny utożsamiał kulturę zachodnioeuropejską z Antychrystem, twierdząc, iż pragnie ona zniszczyć typowe cechy kultury rosyjskiej, tym samym pozbawiając ją nadanej przez Boga misji. Jan (Snyczow) był zdecydowanym przeciwnikiem ekumenizmu, dopuszczając jedynie nawracanie na prawosławie chrześcijan innych wyznań, oraz katolicyzmu, który uważał za równoznaczny z moralnym relatywizmem oraz dążeniem papieży do świeckiej władzy. Krytykował władze współczesnej mu Rosji za prozachodnią orientację polityczną. W literaturze pojawiają się również jego oskarżenia o antysemityzm.
Uważany jest za twórcę koncepcji terenu kanonicznego, według której istnieją obszary historycznie i moralnie przynależne do konkretnych Kościołów autokefalicznych. W ten sposób bronił jedności Rosyjskiego Kościoła Prawosławnego przeciwko koncepcji jego podziału na mniejsze Kościoły działające na terytoriach nowych państw powstałych po rozpadzie ZSRR.
Był autorem tekstów, w których głosił apologię postępowania cara Iwana Groźnego, twierdząc, iż najczęściej zarzucane mu czyny niezgodne z nauką Cerkwi (wielożeństwo, zabójstwo syna Iwana Iwanowicza) powinny być traktowane jako mity i oszczerstwa wobec wybitnego władcy Rusi. Sprzeciwiał się natomiast kanonizacji cara Mikołaja II i jego rodziny, gdyż twierdził, że car ten nie miał prawa zrzec się tronu.
W okresie zarządzania przez niego eparchią petersburską zyskała ona opinię jednej z najbardziej konserwatywnych, czy wręcz szowinistycznych.